# Cisnormatividad
La cisnormatividad o presunción de cisexualidad es la suposición de que todo el mundo es, o debería ser, cisgénero. El término también puede referirse a una gama más amplia de suposiciones acerca de la asignación de género, tales como la presunción de un binarismo de género o las expectativas de conformidad con los roles de género, aun cuando las identidades trans se reconozcan en otras circunstancias. La cisnormatividad es una forma de cisexismo, una ideología que promueve diversas ideas normativas acerca del género hasta llegar a invalidar las propias identidades de las personas, de forma análoga al heterosexismo o al capacitismo.
En el discurso, la cisnormatividad se manifiesta como una separación entre personas cisgénero y transgénero, en la que las primeras se consideran «normales» y las segundas, una excepción. Es posible que la legislación cisnormativa exija diagnósticos de salud mental o requiera la esterilización como una condición previa para el reconocimiento legal de la identidad de género de una persona trans. Además, la cisnormatividad en la atención sanitaria causa que las personas trans tengan dificultades para encontrar profesionales médicos especializados en servicios de salud orientados a ellas o que se vean obligadas a acudir a espacios segregados por sexo biológico en los que se sientan incómodas. Lo que es más, esto causa que algunas personas trans eviten solicitar atención médica o que no les revelen su condición de transgénero a profesionales de la medicina.
Por otra parte, la cisnormatividad está estrechamente ligada a la heteronormatividad. La combinación de ambas, denominada «heterocisnormatividad» o «cisheteronormatividad», representa la visión dominante en la sociedad de que el sexo, el género y la orientación sexual son congruentes.

## Definición
En su libro Whipping Girl: A Transsexual Woman on Sexism and the Scapegoating of Femininity, la escritora, bióloga y activista transfeminista Julia Serano escribe que:

[la presunción cisexual] se produce cuando una persona cisexual hace la suposición, común aunque equivocada, de que la forma en que experimenta su sexo físico y subconsciente [...] es aplicable a todas las demás personas en el mundo.

Sostiene que las personas cisgénero «proyectan indiscriminadamente» su experiencia de identidad de género sobre todas las demás, para así «transformar la cisexualidad en un atributo humano que se da por sentado».
El término «cisnormatividad» fue acuñado en un artículo de 2009 publicado en la revista Journal of the Association of Nurses in AIDS Care (JANAC), que lo define como «la expectativa de que todas las personas son cisexuales».
La enciclopedia The SAGE Encyclopedia of Trans Studies, afirma que la cisnormatividad es:

[...] la presunción de que la mayoría de las personas se ajustan, o deberían ajustarse, a las normas sobre asignación de género existentes en su sociedad.

Y añade:

El comportamiento «cisnormativo» varía en función de las normas de género vigentes en una sociedad determinada. Por ejemplo, en algunas sociedades, tener sólo «mujer» y «hombre» como categorías de género no se consideraría cisnormativo.

Un concepto relacionado es el de «cisgenerismo» (también conocido como «cisexismo»), definido por Erica Lennon y Brian J. Millster en la revista Transgender Studies Quarterly como:

[...] la ideología cultural y sistémica que niega, denigra o patologiza las identidades de género autoidentificadas que no coinciden con el género asignado al nacer, así como el comportamiento, la expresión y la comunidad resultantes.

El cisgenerismo se propuso como concepto alternativo a la transfobia, con la intención de concentrar la atención en una ideología sistémica, en lugar de en una «fobia» individual. Se inspira en la distinción anterior entre heterosexismo y homofobia. Según The SAGE Encyclopedia of Trans Studies, la cisnormatividad es una forma de cisgenerismo.

## Manifestaciones

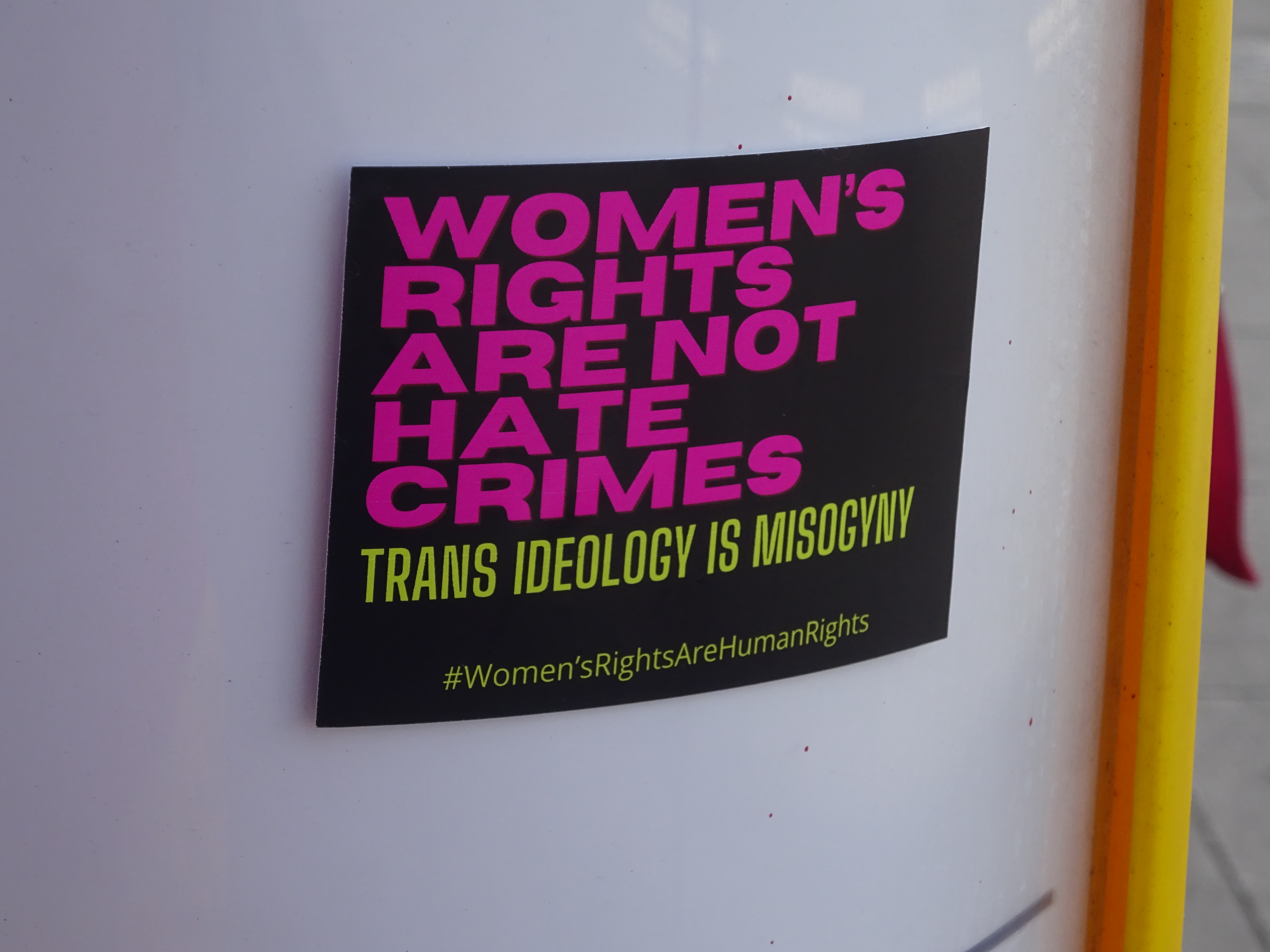
«En los últimos años, una forma de feminismo conocida como feminismo radical trans excluyente (TERF) ha incluido argumentos cisnormativos similares a los del conservadurismo social, que promueven el vilipendio de las personas con una experiencia de vida trans bajo el pretexto de un feminismo "crítico del género".»

Los espacios segregados por sexo pueden reforzar la cisnormatividad.

Según el artículo de JANAC de 2009: 

Las suposiciones cisnormativas están tan extendidas que, al principio, es difícil incluso reconocerlas. La cisnormatividad configura actividades sociales como la crianza de les hijes, las políticas y prácticas de individuos e instituciones y la organización del mundo social en general mediante las maneras en que se cuentan las personas y se organiza la atención sanitaria.

Las personas cisgénero —sobre todo los hombres— que siguen las normas cisnormativas son privilegiadas en comparación con las que no las siguen, en especial las personas no binarias. La cisnormatividad también puede afectar a las personas cisgénero que no se ajustan a los roles de género.

### Malgenerización
En el lenguaje, la cisnormatividad puede causar la supresión de las identidades de las personas transgénero o que destaquen por separado de las personas cisgénero. La malgenerización,es decir, el acto de referirse a una persona trans en una manera incompatible con su identidad de género, es una manifestación de cisnormatividad. La cisnormatividad está presente en la manera en que se hace referencia a las personas cisgénero sin usar calificativos como «hombres» o «mujeres», mientras que a menudo y de forma sistemática se hace referencia a las personas trans como «hombres trans» o «mujeres trans», sin importar el contexto. Es decir, ser cisgénero se considera normal, mientras que ser trans requiere una aclaración. De este modo, la cisnormatividad «descarta la posibilidad de la existencia o la visibilidad trans». Serano sugiere que la cisnormatividad es la causa principal de la supresión trans, mediante la cual las experiencias de las personas transgénero se tornan invisibles a la luz pública. Influenciadas por la cisnormatividad, las personas pueden interpretar que la sociedad y sus instituciones están desprovistas de personas trans, a pesar de que la «inconformidad de género» (también llamada «disconformidad de género», «no conformidad de género» o «género no conforme»; relacionada además con la disforia de género) ha sido una característica común a lo largo de la historia.

### Interacción con las instituciones
The SAGE Encyclopedia of Trans Studies cita como ejemplos de cisnormatividad en la legislación aquellas leyes que requieren diagnósticos de salud mental para que una persona pueda recibir tratamientos de afirmación de género o para que se reconozca legalmente su género y las leyes que requieren esterilizar a una persona trans antes de que pueda cambiar su sexo jurídico. Los sistemas administrativos cisnormativos imponen, y tratan como importantes, sistemas binarios de género que no se ajustan a las personas trans y que causan tanto hipervisibilidad como supresión. Esto puede resultar muy problemático para las personas transgénero inmigrantes. La cisnormatividad puede contribuir con los puntos de vista colonizadores y etnocéntricos y verse influida por estos cuando convergen las realidades biológicas y las normas sociales. También contribuye con los ataques contra el campo de los estudios de género, con el movimiento antigénero y con el feminismo radical trans excluyente.

### Educación
La cisnormatividad está muy extendida en los centros educativos. A menudo, los colegios dividen a los estudiantes por géneros binarios y perpetúan la idea de que les niñes tienen conjuntos respectivos de «atributos, aptitudes, habilidades y deseos» que son mutuamente excluyentes. La cisnormatividad en los colegios privilegia a los niños y las niñas cisgénero y estigmatiza a les niñes trans. Las políticas escolares podrían borrar a las personas trans, por ejemplo, mediante procedimientos administrativos, reglas en cuanto al uso del uniforme escolar, disposición de los baños y planes de estudios. Existe mucha documentación en los colegios relacionada con microagresiones por motivos cisnormativos, así como acoso e intimidación u hostigamiento. Los tipos de violencia cisnormativa que sufren les estudiantes trans incluyen abuso verbal y físico y acoso sexual. Estos factores están relacionados con el deterioro de la salud emocional y psicológica, una menor capacidad para participar en el colegio y un aumento del estrés entre estudiantes trans. Además, a las personas trans también se les suele suprimir de los planes de educación sexual y muchas no tienen acceso a información acerca de salud sexual que sea incluyente.

### Pasar por cis
Las personas trans pueden utilizar estrategias tales como «pasar por cis» o «pasar desapercibidas» o «pasar sigilosamente» (es decir, no revelar su condición de transgénero) para evitar las desventajas que conlleva la cisnormatividad en el lugar de trabajo, por ejemplo. Con el mismo fin, las personas no binarias pueden adoptar pronombres preferidos de género que encajen con la cisnormatividad. Aunque estas estrategias reducen la discriminación, también perpetúan aún más la cisnormatividad.

### Asistencia médica
Los sistemas cisnormativos de asistencia médica privilegian las necesidades de las personas cisgénero sobre aquellas de las personas transgénero. Las mujeres trans se ven doblemente afectadas, tanto por la cisnormatividad como por el privilegio masculino en la atención médica. La expectativa de «pasar por cis» en contextos médicos es un producto de la cisnormatividad y la refuerza. En psiquiatría, las personas transgénero pueden ser patologizadas, como resultado de una concepción cisnormativa del género. Esto da lugar a que las personas trans sean desatendidas o invalidadas en el campo de la investigación médica y psicológica. Dicho campo ha intentado incluso justificar la terapia de conversión contra las personas trans. La tipología del transexualismo del  psicólogo y sexólogo Ray Blanchard ha sido criticada por ser cisnormativa.
La cisnormatividad también da lugar a la supresión de personas trans en el contexto de los servicios de salud, de forma que las instituciones médicas no están preparadas para atender a pacientes trans. Cuando un paciente trans busca ayuda, se le considera una anomalía que altera el sistema. Los proveedores de asistencia médica a menudo carecen de educación y, por lo tanto, de concienciación acerca de temas transgénero, lo que resulta en que no estén preparados para atender a las personas trans. En una encuesta realizada en el 2015 en los Estados Unidos, el 24% de las personas trans que respondieron afirmaron haber tenido que educar a los proveedores de asistencia médica acerca de la salud de las personas trans. Además, las personas trans con frecuencia se sienten mal recibidas en salas o clínicas segregadas por sexo y algunas afirman que, al revelar su condición de transgénero, profesionales de medicina las rechazan de plano o les piden que busquen ayuda en otro lugar. Las experiencias anteriores o previstas en sistemas cisnormativos de asistencia médica causan que algunas personas trans no busquen recibir atención. Según el informe de la encuesta Trans Lives Survey  de 2021 realizada en el Reino Unido, el 57% de las personas que respondieron evitaron acudir a una cita médica cuando estaban enfermas. Algunas personas trans también evitan revelar su condición de transgénero a profesionales de la medicina por temor a recibir malos tratos. Esto puede causar aun más problemas debido a tratamientos inadecuados o a la divulgación involuntaria del sexo de la persona durante la examinación.

### Transmedicalismo
Entre las personas transgénero, la cisnormatividad puede dar lugar a una transfobia interiorizada e influir en la percepción acerca de quién se considera auténticamente transgénero y quién no. Algunas personas trans restringen a quiénes consideran trans en función de criterios cisnormativos, tales como sufrir disforia de género, recibir un diagnóstico de disforia de género o desear determinados tipos de atención médica de afirmación de género. Otras rechazan la cisnormatividad y en su lugar se enfocan en la autoidentificación como criterio para ser trans. La identidad de género de una persona puede estar relacionada con el alcance de sus actitudes cisnormativas. Los hombres cis están más comprometidos con la cisnormatividad que las mujeres cis, quienes suelen ser más receptivas a la fluidez de género. Mientras que las personas trans tienen una consciencia más crítica sobre la cisnormatividad que las personas cis.

### Personas no binarias
Las personas no binarias, como grupo, están más estigmatizadas que muchas otras identidades LGBTQ+. La cisnormatividad puede provocar actitudes negativas hacia las identidades no binarias, tales como la idea de que deberían «solo elegir» entre la masculinidad y la feminidad. La fluidez de género puede confundir tanto a las personas cis como a las trans, lo que incita actitudes negativas. Es más probable que los hombres cis sean más propensos a tener dichas opiniones ya que se les concede menos libertad que a las mujeres cis con respecto a los roles de género.

## Interseccionalidad con otras formas de opresión
En la literatura académica, la cisnormatividad se identifica como una forma de opresión interseccional con el endosexismo (o discriminación contra personas intersexuales), el sexismo, el heterosexismo, la supresión de la bisexualidad, el clasismo, el racismo, la discriminación por edad y el nacionalismo. La cisnormatividad contribuye con el patriarcado ya que proporciona una división rígida de las personas que está basada en géneros y roles de género.
A menudo, la cisnormatividad aparece de la mano con la heteronormatividad. Según Judith Butler, la visión predominante del género supone una «continuidad causal entre sexo, género y deseo». En el 2012, la socióloga Meredith Worthen acuñó el término hetero-cis-normatividad  para referirse a este fenómeno:

Identifico la hetero-cis-normatividad como un sistema de normas, privilegios y opresión que organiza el poder social en torno a la identidad sexual y la identidad de género, por el cual las personas cisgénero heterosexuales se sitúan por encima de todas las demás y, por lo tanto, las personas LGBTQ se encuentran en una posición de desventaja sistémica.

Según Worthen, la hetero-cis-normatividad es un modelo que sirve para explicar la antipatía hacia las personas LGBTQ+ y la transfobia puede ser un síntoma de ello.